# Artrite enteropatica
L'artrite enteropatica (o entesoartrite enteropatica) è un'entità clinico-patologica connessa con le malattie infiammatorie croniche dell'intestino (IBD, inflammatory bowel disease) quali la malattia di Crohn e la retto-colite ulcerosa.
Altre forme di artropatie, quali quelle associate a bypass intestinale o a celiachia, rientrano in questa definizione.

## Classificazione
Queste forme rientrano all'interno del gruppo delle spondiloartriti sieronegative, poiché coinvolgono prevalentemente lo scheletro assiale e sono caratterizzate dalla negatività per il fattore reumatoide.
Esistono 3 diversi tipi di artriti enteropatiche:
Tipo I
È un'artrite pauci-articolare (meno di 5 articolazioni coinvolte) spesso acuta ed autolimitante. L'artrite precede solitamente il quadro intestinale per poi decorrere parallelamente a questo. È connessa con il gene HLA B27 o altri geni quali HLA B35 e HLA DRB1*0103.
Tipo II
Artrite di più di 5 articolazioni, che dura da o mesi o da anni e che decorre in maniera del tutto indipendente dalla IBD.
Tipo III
Spondiloartrite franca (coinvolgimento della colonna vertebrale), talvolta associata ad artrite periferica. È associata al gene HLA B27 e HLA B44.

## Epidemiologia
L'epidemiologia dell'artrite enteropatica ricalca l'epidemiologia della colite ulcerosa e della malattia di Crohn.
Tuttavia, è noto che il quadro artritico si manifesta più spesso come complicazione della malattia di Crohn. Nell'insieme delle due malattie, si ha spondilite in circa il 2% dei casi, lombalgia nel 9%, entesopatia nel 7% e artrite periferica nel 10%. In totale (valutando anche le varie sovrapposizioni), nelle IBD la prevalenza di artrite enteropatica è del 19%.

## Anatomia patologica
Il quadro infiammatorio della sinovia non è specifico. In alcuni studi sono stati individuati i granulomi caratteristici associati alla malattia di Crohn.

## Patogenesi
In queste malattie c'è una forte associazione con HLA B27 e con la sovraespressione di TNF-α. È stato dimostrato lo scambio di leucociti tra il sistema gastro-intestinale e le strutture articolari; queste ultime (negli individui predisposti) presentano proteine di adesione alle quali gli elementi del sistema immune attivati dal processo infiammatorio intestinale si legano tenacemente. Sia i macrofagi isolati dall'epitelio intestinale coinvolto dal processo infiammatorio, sia quelli isolati dalle articolazioni esprimono CD163.

## Profilo clinico
Il quadro clinico è spesso indistinguibile dalla spondilite anchilosante, se non per la sintomatologia più sfumata e per un più ampio coinvolgimento delle articolazioni periferiche. Nel tipo I l'artrite si riscontra soprattutto a livello di caviglia e ginocchio; nel tipo II sono più coinvolte le mani e gli arti superiori.
Le erosioni e le deformità articolari sono poco presenti, mentre il quadro artralgico domina la sintomatologia.
Il 20% dei soggetti presenta anche sintomi fibromialgici.
Uveite, pioderma gangrenoso, eritema nodoso ed ippocratismo digitale sono più spesso conseguenze che si manifestano nel quadri dovuti alla colite ulcerosa.

## Diagnosi
Il liquido sinoviale è in grado di dare poche informazioni. Si rileva spesso un aumento della VES e della PCR, reperti dovuti al quadro infiammatorio intestinale. Alla radiografia del rachide, si rilevano le stesse lesioni di una spondilite anchilosante non complicata. La diagnosi viene posta in base all'anamnesi di infiammazione cronica intestinale in un quadro clinico compatibile ad una spondiloartrite sieronegativa.

## Terapia
Con la malattia di Crohn, l'artrite enteropatica risponde molto bene all'infliximab. L'artrite risponde bene anche a etanercept, farmaco che, invece, non ha attività verso la malattia di Crohn.